# Filarmonica Nazionale Ungherese
La Filarmonica Nazionale Ungherese (in ungherese Nemzeti Filharmonikus Zenekar; precedentemente nota come Orchestra Sinfonica di Stato Ungherese, in ungherese Magyar Állami Hangversenyzenekar) è una delle più prestigiose orchestre sinfoniche d'Ungheria. Operante a Budapest, è stata uno dei pilastri della vita musicale del Paese sin dalla sua fondazione nel 1923 come Orchestra Metropolitana (in ungherese Székesfővárosi Zenekar). Zsolt Hamar è l'attuale direttore musicale.

## Principali direttori d'orchestra
- Zsolt Hamar (2017–)
- Zoltán Kocsis (1997–2016)
- Ken-Ichiro Kobayashi (1987–1997)
- János Ferencsik (1952–1984)
- László Somogyi e Ferenc Fricsay (1945–1952)
- Béla Csilléry (1939–1945)
- Dezső Bor (1923–1939)